# Pentadesma
Pentadesma é um género botânico pertencente à família Clusiaceae.

## Espécies
Constituido por 15 espécies:
| - Pentadesma butyracea - Pentadesma devredii - Pentadesma exelliana - Pentadesma grandifolia - Pentadesma kerstingii - Pentadesma lebrunii - Pentadesma lecomteana - Pentadesma leptonema | - Pentadesma leucantha - Pentadesma maritima - Pentadesma nigritana - Pentadesma ogoouensis - Pentadesma parviflora - Pentadesma reyndersii - Pentadesma rutshuruensis |